# Điện Biên (huyện)
Điện Biên là một huyện nằm ở phía tây nam tỉnh Điện Biên, Việt Nam.

## Địa lý
Huyện Điện Biên nằm ở phía tây nam tỉnh Điện Biên, có vị trí địa lý:
- Phía đông giáp huyện Điện Biên Đông
- Phía đông bắc giáp thành phố Điện Biên Phủ
- Phía tây và phía nam giáp Lào
- Phía đông nam giáp huyện Sốp Cộp, tỉnh Sơn La
- Phía bắc giáp huyện Mường Chà.

Huyện Điện Biên có diện tích 1.396,27 km², dân số năm 2022 là 102.479 người, mật độ dân số đạt 73 người/km², có 8 dân tộc cùng sinh sống.
Huyện có cửa khẩu Tây Trang thông thương với Lào tại xã Na Ư.

## Hành chính
Huyện Điện Biên có 21 đơn vị hành chính cấp xã trực thuộc, bao gồm 21 xã: Hẹ Muông, Hua Thanh, Mường Lói, Mường Nhà, Mường Pồn, Na Tông, Na Ư, Noong Hẹt, Noong Luống, Núa Ngam, Pa Thơm, Phu Luông, Pom Lót, Sam Mứn, Thanh An, Thanh Chăn, Thanh Hưng, Thanh Luông, Thanh Nưa, Thanh Xương (huyện lỵ), Thanh Yên.
| \| Xã (21) \| \| \| \| \| Hẹ Muông \| 73,55 \| 2.833 \| 38 \| \| Hua Thanh \| 73,46 \| 3.726 \| 50 \| \| Mường Lói \| 159,52 \| 2.426 \| 15 \| \| Mường Nhà \| 158,83 \| 4.442 \| 27 \| \| Mường Pồn \| 128,85 \| 4.946 \| 38 \| \| Na Tông \| 142,60 \| 4.867 \| 34 \| \| Na Ư \| 113,81 \| 1.836 \| 16 \| \| Noong Hẹt \| 13,38 \| 7.259 \| 542 \| \| Noong Luống \| 21,25 \| 5.379 \| 253 \| \| Núa Ngam \| 48,65 \| 3.715 \| 76 \| \| Pa Thơm \| 89,09 \| 1.262 \| 14 \| \| Phu Luông \| 144,67 \| 2.301 \| 15 \| \| Pom Lót \| 42,31 \| 5.427 \| 128 \| \| Sam Mứn \| 24,46 \| 5.526 \| 225 \| \| Thanh An \| 19,41 \| 6.976 \| 359 \| \| Thanh Chăn \| 22,20 \| 5.284 \| 238 \| \| Thanh Hưng \| 19,64 \| 6.706 \| 341 \| \| Thanh Luông \| 35,35 \| 7.280 \| 205 \| \| Thanh Nưa \| 26,35 \| 4.492 \| 170 \| \| Thanh Xương \| 19,11 \| 8.353 \| 437 \| \| Thanh Yên \| 19,79 \| 7.449 \| 376 \| \| Toàn huyện \| 1.396,27 \| 102.479 \| 73 \| |                          |                         |                    |
| Nguồn: Niên giám tỉnh Điện Biên năm 2022 |                          |                         |                    |
| Tên | Diện tích năm 2022 (km²) | Dân số năm 2022 (người) | Mật độ (người/km²) |
| Xã (21) |                          |                         |                    |
| Hẹ Muông | 73,55                    | 2.833                   | 38                 |
| Hua Thanh | 73,46                    | 3.726                   | 50                 |
| Mường Lói | 159,52                   | 2.426                   | 15                 |
| Mường Nhà | 158,83                   | 4.442                   | 27                 |
| Mường Pồn | 128,85                   | 4.946                   | 38                 |
| Na Tông | 142,60                   | 4.867                   | 34                 |
| Na Ư | 113,81                   | 1.836                   | 16                 |
| Noong Hẹt | 13,38                    | 7.259                   | 542                |
| Noong Luống | 21,25                    | 5.379                   | 253                |
| Núa Ngam | 48,65                    | 3.715                   | 76                 |
| Pa Thơm | 89,09                    | 1.262                   | 14                 |
| Phu Luông | 144,67                   | 2.301                   | 15                 |
| Pom Lót | 42,31                    | 5.427                   | 128                |
| Sam Mứn | 24,46                    | 5.526                   | 225                |
| Thanh An | 19,41                    | 6.976                   | 359                |
| Thanh Chăn | 22,20                    | 5.284                   | 238                |
| Thanh Hưng | 19,64                    | 6.706                   | 341                |
| Thanh Luông | 35,35                    | 7.280                   | 205                |
| Thanh Nưa | 26,35                    | 4.492                   | 170                |
| Thanh Xương | 19,11                    | 8.353                   | 437                |
| Thanh Yên | 19,79                    | 7.449                   | 376                |
| Toàn huyện | 1.396,27                 | 102.479                 | 73                 |

## Lịch sử
Sau năm 1954, huyện Điện Biên bao gồm thị trấn Điện Biên, thị trấn nông trường Điện Biên và 29 xã: Chiềng Sơ, Háng Lìa, Khẩu Hú, Luân Giói, Mường Luân, Mường Mươn, Mường Nhà, Mường Lói, Mường Phăng, Mường Pồn, Na Son, Nà Tấu, Na Ư, Noong Hẹt, Noong Luống, Núa Ngam, Pa Thom, Phì Nhừ, Phình Giàng, Pu Nhi, Sam Mứn, Thanh An, Thanh Chăn, Thanh Luông, Thanh Minh, Thanh Nưa, Thanh Xương, Thanh Yên, Xa Dung.
Ngày 5 tháng 7 năm 1975, sáp nhập xã Khẩu Hú và một phần xã Phình Giàng thành xã Keo Lôm.
Ngày 13 tháng 2 năm 1987, tách 200 ha diện tích tự nhiên của xã Thanh Minh để sáp nhập vào thị trấn Điện Biên và 165 ha diện tích tự nhiên của thị trấn Điện Biên để sáp nhập vào xã Thanh Xương.
Ngày 16 tháng 4 năm 1988, chia xã Thanh Chăn thành 2 xã: Thanh Chăn và Thanh Hưng; tách bản Na Khếnh của xã Thanh Luông để sáp nhập vào xã Thanh Hưng.
Đến cuối năm 1991, huyện Điện Biên bao gồm thị trấn Điện Biên (huyện lỵ), thị trấn Nông trường Điện Biên và 30 xã: Chiềng Sơ, Háng Lìa, Keo Lôm, Luân Giói, Mường Luân, Mường Mươn, Mường Nhà, Mường Nói, Mường Phăng, Mường Pồn, Na Son, Nà Tấu, Na Ủ, Noong Hẹt, Noong Luống, Núa Ngam, Pa Thom, Phì Nhừ, Phình Giang, Pù Nhi, Sam Mứn, Thanh An, Thanh Chăn, Thanh Hưng, Thanh Luông, Thanh Minh, Thanh Nưa, Thanh Xương, Thanh Yên, Xa Dung.
Ngày 18 tháng 4 năm 1992, tách thị trấn Điện Biên và xã Thanh Minh để thành lập thị xã Điện Biên Phủ, thị xã tỉnh lỵ tỉnh Lai Châu cũ, huyện lỵ chuyển về thị trấn Nông trường Điện Biên.
Ngày 7 tháng 10 năm 1995, tách 10 xã: Xa Dung, Pù Nhi, Na Son, Chiềng Sơ, Mường Luân, Keo Lôm, Phình Giang, Háng Lìa, Luân Giói và Phì Nhừ để thành lập huyện Điện Biên Đông.
Huyện Điện Biên còn lại thị trấn Nông trường Điện Biên (huyện lỵ) và 19 xã: Mường Mươn, Mường Nhà, Mường Nói, Mường Phăng, Mường Pồn, Nà Tấu, Na Ủ, Noong Hẹt, Noong Luống, Núa Ngam, Pa Thom, Sam Mứn, Thanh An, Thanh Chăn, Thanh Hưng, Thanh Luông, Thanh Nưa, Thanh Xương, Thanh Yên.
Ngày 28 tháng 4 năm 1997, chuyển xã Mường Mươn về huyện Mường Lay (nay là huyện Mường Chà) quản lý.
Ngày 26 tháng 5 năm 1997, sáp nhập 64,5 ha diện tích tự nhiên và 1.622 người của xã Thanh Luông vào thị xã Điện Biên Phủ, giải thể thị trấn Nông trường Điện Biên.
Ngày 22 tháng 12 năm 1997, thành lập thị trấn Mường Thanh (thị trấn huyện lỵ huyện Điện Biên) trên cơ sở 356,25 ha diện tích tự nhiên và 5.276 người của xã Thanh Xương.
Ngày 26 tháng 9 năm 2003, sáp nhập toàn bộ 356,25 ha diện tích tự nhiên và 8.520 nhân khẩu của thị trấn Mường Thanh, điều chỉnh 281 ha diện tích tự nhiên và 3.147 nhân khẩu của xã Thanh Luông, 251 ha diện tích tự nhiên và 2.627 nhân khẩu của xã Thanh Nưa về thành phố Điện Biên Phủ quản lý.
Ngày 26 tháng 11 năm 2003, sau khi tách tỉnh Lai Châu thành 2 tỉnh: Lai Châu và Điện Biên, huyện Điện Biên thuộc tỉnh Điện Biên. Tỉnh Điện Biên chính thức được thành lập vào ngày 1 tháng 1 năm 2004.
Ngày 6 tháng 6 năm 2005, thành lập xã Nà Nhạn trên cơ sở 7.681 ha diện tích tự nhiên và 3.797 nhân khẩu của xã Nà Tấu.
Ngày 25 tháng 8 năm 2012, Chính phủ ban hành Nghị quyết số 45/NQ-CP về việc:
- Thành lập xã Hua Thanh trên cơ sở điều chỉnh 7.217,93 ha diện tích tự nhiên và 3.358 nhân khẩu của xã Thanh Nưa
- Thành lập xã Pom Lót trên cơ sở điều chỉnh 4.228,5 ha diện tích tự nhiên và 5.158 nhân khẩu của xã Sam Mứn
- Thành lập xã Hẹ Muông trên cơ sở điều chỉnh 7.396,87 ha diện tích tự nhiên và 2.596 nhân khẩu của xã Núa Ngam
- Thành lập xã Na Tông trên cơ sở điều chỉnh 14.274,31 ha diện tích tự nhiên và 4.184 nhân khẩu của xã Mường Nhà
- Thành lập xã Phu Luông trên cơ sở điều chỉnh 14.482,57 ha diện tích tự nhiên và 1.905 nhân khẩu của xã Mường Lói
- Thành lập xã Pá Khoang trên cơ sở điều chỉnh 5.702,27 ha diện tích tự nhiên và 3.960 nhân khẩu của xã Mường Phăng.

Ngày 21 tháng 11 năm 2019, Ủy ban thường vụ Quốc hội ban hành Nghị quyết 815/NQ-UBTVQH14 về việc sắp xếp các đơn vị hành chính cấp huyện, cấp xã thuộc tỉnh Điện Biên (nghị quyết có hiệu lực từ ngày 1 tháng 1 năm 2020). Theo đó, sáp nhập 4 xã: Mường Phăng, Nà Nhạn, Nà Tấu, Pá Khoang cùng một phần diện tích và dân số của 2 xã: Thanh Luông, Thanh Hưng vào thành phố Điện Biên Phủ.
Huyện Điện Biên còn lại 21 xã như ngày nay.

## Du lịch
Động Pa Thơm hay động Tiên Hoa là hang động dạng karst trong núi đá vôi, ở xã Pa Thơm, huyện Điện Biên . Động có tên theo tiếng dân tộc Thái là "Thẩm Nang Lai", nghĩa là "hang Tiên Hoa", vì thế một số tài liệu gọi tên là hang hoặc động Tiên Hoa. Động mang nhiều huyền thoại và truyền thuyết đẹp về tình yêu đôi lứa . Động được xếp hạng di tích cấp quốc gia tại quyết định số 309 – QĐ BVHTTDL ngày 22/01/2009..